# Cluzobra christianae
Cluzobra christianae är en tvåvingeart som beskrevs av Loïc Matile 1996. Cluzobra christianae ingår i släktet Cluzobra och familjen svampmyggor.
Artens utbredningsområde är Nicaragua. Inga underarter finns listade i Catalogue of Life.